# Копие

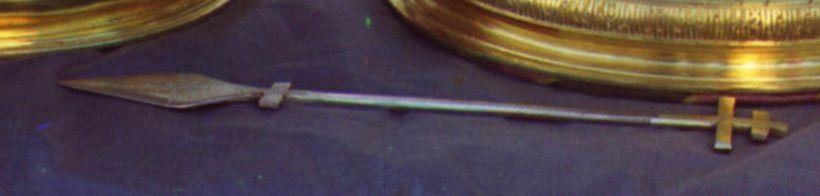
Копие (дар царевны Марии Алексеевны в Александровский Успенский монастырь)

Копие́ (от ст.‑слав. копиѥ, от глагола «копа́ть»; греч. λύγχη, λόγχη; сравни κοπίς — «тесак, кинжал», латыш. kapāns — «тяпка», нем. hерра — «серп, кривой нож») в православии — обоюдоострый нож (резец) с треугольным клинком. Относят к священным сосудам. Копие бывает малым для вынимания на проскомидии частиц из просфор, большим для вырезания и раздробления Агнца (кубической части, вырезаемой из просфоры на литургии и пресуществляемой в тело Христа).
Копие символизирует копьё римского воина, который, согласно евангельскому рассказу, проткнул им подреберье распятого Иисуса Христа (Ин. 19:34) — копьё Лонгина. В память об этом копием Агнца слегка прокалывают с произнесением евангельских слов «Един от воин копием ребра Его прободе».
В духовном понимании копие ассоциируют с Крестом Господним — как он стал одновременно орудием казни и спасения, так и копие, будучи орудием смерти, участвует в евхаристии, по учению Церкви, служащей цели дать верующим вечную жизнь. Это понимание отразилось в особом «Последовании на страсть недуга… со святым копием», содержащемся в Требнике. Согласно ему священник с произнесением определённых молитв крестообразно осеняет воду копием, а затем даёт её больному.